# Francis Healy

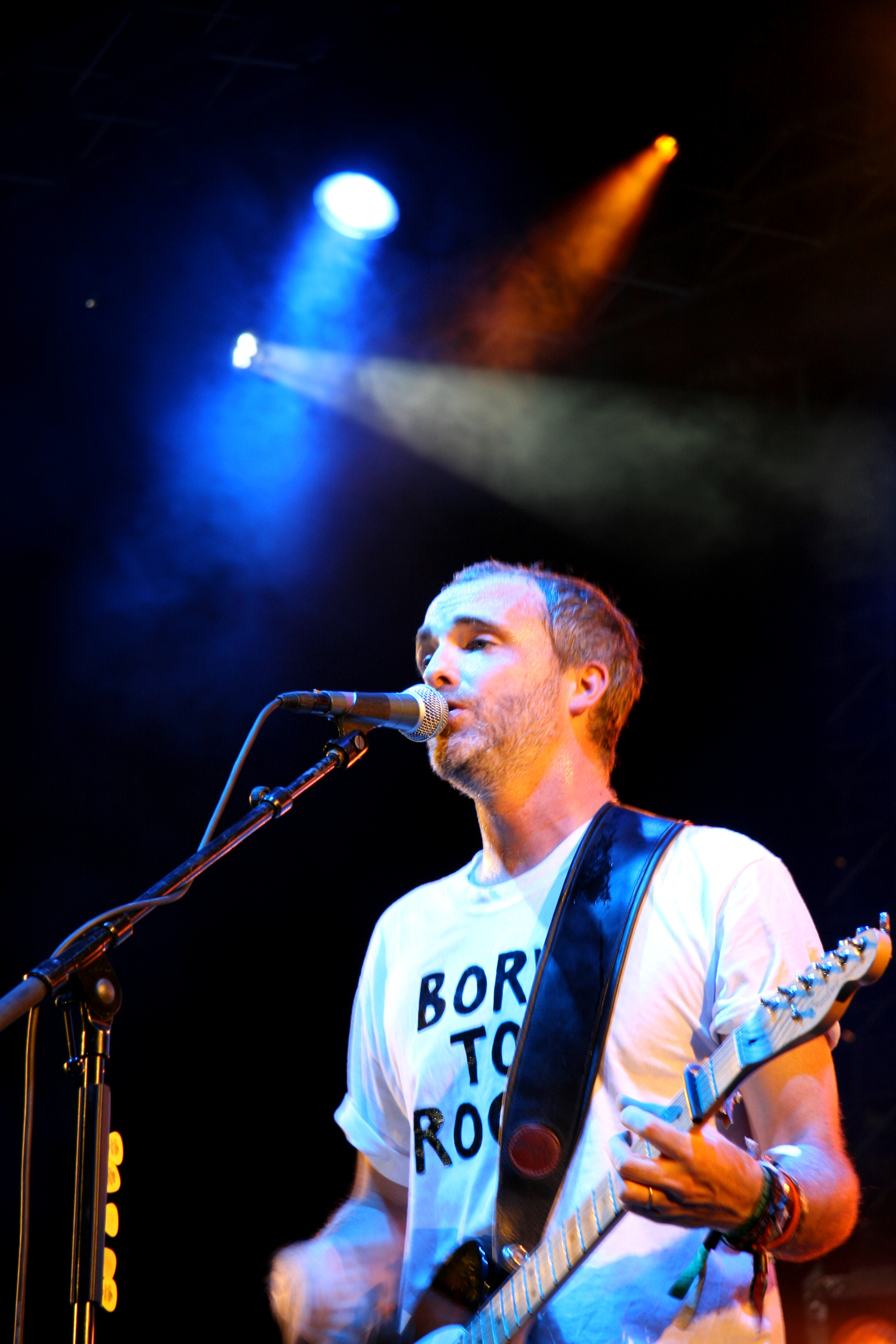
Francis Healy, september 2007

Francis "Fran" Healy, född 23 juli 1973, är en skotsk musiker. För närvarande är han bandet Travis huvudsakliga sångare och låtskrivare, då han skrivit nästan alla deras låtar på de sex albumen bandet släppt. Healy släppte sitt första soloalbum "Wreckorder" i oktober 2010.
Healys låtskrivande har hyllats av artister som Paul McCartney, Elton John och Noel Gallagher. År 2005 kallade Coldplays frontfigur Chris Martin sig själv för "en fattig mans Fran Healy". I intervjuer har Healy nämnt att han är influerad av sångskrivare som Joni Mitchell, Paul McCartney och Graham Nash (känd från The Hollies och Crosby, Stills, Nash and Young). Healy har sedan dess spelat med både McCartney och Nash. Fastän Healy mest spelar gitarr, så har han också uppmärksammats för sitt låtskrivande på piano. På "Wreckorder" medverkar Paul McCartney och Neko Case.
Under sent 1990-tal och tidigt 2000-tal gjorde Healy hårfrisyren "Hoxton Fin" känd. Han bor i  Los Angeles, USA.

## Utrustning
- 1956 Fender Telecaster Sunburst
- 1958 Fender Telecaster Butterscotsch
- 1964 Fender Telecaster Black
- 1970 Fender Telecaster Natural White
- Fender Mustang Candy Apple Red
- Fender Mustang Olympic White
- Fender Thinline Telecaster Mahogany & Sunburst
- Martin 12 String Acoustic
- Martin D-18 Acoustic
- Vox AC30
- Marshall Amplifiers

### Studioalbum
- Wreckorder (2010)